# 方荣欣
方荣欣（1912年11月23日—2010年9月4日），曾用名方荣泽，字润民，男，福建光泽人，中华民国及中华人民共和国政治人物，全国政协常务委员兼副秘书长，中国农工民主党中央委员会副主席。

## 生平
方荣欣生于福建光泽。1932年自福建邵武县高级师范学校毕业。1932年11月参加中国国民党临时行动委员会（即中国农工民主党的前身）。1933年，考入福建省民团干部训练所接受军训。1933年参加“福建事变”，任福建人民政府军事委员会前敌指挥部独立团政委，在驻地罗源县发动群众试行“耕者有其田”。1934年春“福建事变”失败后，离开军队去福州。1939年冬，重新与农工党组织取得联系，任《抗战行动》（旬刊）编校工作。1940年负责筹办《前进日报》，任社长办公室主任兼总务部负责人。1941年冬到达重庆，为给农工党筹集活动经费，先后参加筹办民利制革厂、正谊书店、秋火书店、人文书店等，并任厂长、经理、总经理等职。其间，他受农工党组织的委派，以民利制革厂厂长身份与中共驻重庆办事处秘密联系，结识了中共和谈首席代表周恩来。1946年到1948年，历任国民党第十一战区上校专员、保定绥靖公署设计委员会上校秘书。
1949年初，任农工党北平市党务整理委员会委员。1949年2月1日，以农工党名义组织六百余名群众到前门迎接中国人民解放军开进北平城。1949年6月，受农工党组织的委派，参加新政治协商会议筹备会，任秘书处第一科科长。中华人民共和国成立后，任中央人民政府办公厅第一科科长。后任国务院机关事务管理局办公室主任、副局长。1958年后，任农工党第七届中央候补委员、农工党北京市委会副主委兼秘书长、北京市人大代表、北京市政协常委兼副秘书长。“文革”期间受到冲击。1967年到1972年，下放宁夏五七干校劳动。1973年任国务院参事、中国人民外交学会理事。中共十一届三中全会后，他拥护社会主义初级阶段的基本路线和方针政策，深入基层开展调查研究，建言献策。1979年到1983年，任农工党第八届中央常委兼秘书长。1983年到1988年，任农工党第九届中央副主席、执行局主任兼秘书长、中央党史资料研究委员会主任。1988年到1992年，任农工党第十届中央副主席、执行局主任。在1989年政治风波中，他代表农工党率先表态，支持中共中央稳定大局的决策。1992年到1997年，任农工党第十一届中央常务副主席。1997年7月1日，他代表农工党中央随中央政府代表团赴香港出席了香港回归政权交接仪式。1997年到2007年，任农工党第十二届、十三届中央名誉副主席。
他是第五届全国政协委员、第六届、七届、八届全国政协常务委员兼副秘书长、第九届全国政协委员，中国农工民主党第九届、十届中央委员会副主席、第十一届中央委员会常务副主席、第十二届、十三届中央委员会名誉副主席。
2010年9月4日，方荣欣在北京病逝，享年98岁。